# Women's Western Volleyball League
La Women's Western Volleyball League fu una lega professionistica di pallavolo femminile.

## Storia
Fondata nell'estate del 1992 da Ralph Christ, la Women's Western Volleyball League si è svolta per due edizioni. Alla sua soppressione diverse franchigie si sono iscritte alla National Volleyball Association.

## Franchigie
- Orange County Diggers (1992-1993[1])
- Sacramento Stars (1992-1993)
- Santa Monica Sharks (1992)
- San Jose Storm (1992-1993)
- San Bernardino Jazz (1992-1993)
- San Diego Breakers (1992-1993[2])
- Las Vegas Vipers (1993)
- Utah Predators (1993)

## Albo d'oro
| Anno          | Podio              | Podio | Podio |
| Campione      | Seconda            | Terza |       |
| ------------- | ------------------ | ----- | ----- |
| 1992 Dettagli | San Diego Wave     |       |       |
| 1993 Dettagli | San Diego Breakers |       |       |

## Palmarès
| Squadre            | Titoli | Stagioni   |
| ------------------ | ------ | ---------- |
| San Diego Breakers | 2      | 1992, 1993 |